# Sestu
Sestu település Olaszországban, Szardínia régióban, Cagliari megyében. Lakosainak száma 20 773 fő (2023. január 1.). Sestu Assemini, Cagliari, Elmas, Monserrato, Monastir, San Sperate, Selargius, Serdiana és Settimo San Pietro községekkel határos.

## Népesség
A település lakossága az elmúlt években az alábbi módon változott:
| Lakosok száma | 16 988 | 20 958 | 20 773 |
|               | 2004   | 2018   | 2023   |